# Abel Lukšić
Abel Lukšić (* 1826 in Karlovac; † 18. August 1901 in Rijeka) war ein kroatischer Journalist, Redakteur, Herausgeber und Verleger.

## Leben
Er war der Sohn des Petar Lukšić (1791–1887) und der Kara Bišń (1797–1841). Im Alter von 35 Jahren gründete er 1861 in seiner Heimatstadt Karlovac eine Druckerei, betätigte sich als Verleger und begann u. a. mit der Herausgabe der Zeitschrift Glasonošu (dt.: Kurier), für die etliche bekannte kroatische Autoren wie der Historiker Radoslav Lopašić (1835–1893) schrieben.
Eine seiner wichtigsten Periodika waren die Slavischen Blätter, offizielles Organ des Wiener Vereins Slovanská Beseda, seit Vereinsgründung 1865 von ihm herausgegeben. Es waren gemäß Eigenwerbung „Monatshefte für Literatur, Kunst und Wissenschaften, für öffentliches und gesellschaftliches Leben, für Länder- und Völkerkunde, für Geschichte, Belletristik etc. der slawischen Völker, unter Mitwirkung von hervorragenden Schriftstellern und Künstlern.“
Außerdem veröffentlichte er etliche Reiseführer über Kroatien, Bosnien und Herzegowina.
Lukšić war begeisterter Anhänger des Panslawismus und des Erzpriesters Michail Rajewskij und wollte sogar seine katholisch getauften Kinder von Rajewskij nach orthodoxem Ritus umtaufen lassen, was dieser allerdings ablehnte.
Lukšić heiratete Janela Bedeković (1830–??) und hatte mit ihr die Kinder Pier und Marija.